# Elsbeth von Nathusius

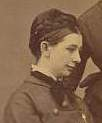
Elsbeth von Nathusius, Ausschnitt aus einer Aufnahme von etwa 1875

Elsbeth Luise Friederike von Nathusius (* 17. Januar 1846 in Königsborn; † 10. Juli 1928 in Merxhausen bei Kassel) war eine deutsche Novellistin.

## Leben
Ihr Vater war der Rittergutsbesitzer, Politiker und Wissenschaftler Wilhelm von Nathusius, ihre Mutter Marie, geb. von Meibom (1820–1878). Sie hatte fünf Geschwister. Ihr jüngerer Bruder Wilhelm war Offizier. Eine Schwester, Susanne, war eine bekannte Porträtmalerin in Halle. Elsbeth von Nathusius selbst blieb unverheiratet und hatte keine Kinder.
Sie wuchs auf dem väterlichen Anwesen in Königsborn auf, wo Heinrich Hoffmann von Fallersleben 1847 anlässlich eines Besuches bei ihrem Vater dem Kleinkind zwölf Lieder, (wie „Für Elsbeth Nathusius“) im Rahmen des „Elsbeth-Albums“ widmete. 1890 zog sie mit ihrem verwitweten Vater für zwei Jahre nach Halle. Ab 1912 lebte sie in Kassel, zunächst in einer Pension, später bei ihrem Bruder Wilhelm und in einem „Damenheim“ im Stadtteil Wilhelmshöhe.
Nathusius veröffentlichte unter dem Pseudonym „F. L. Born“ (gebildet aus den Anfangsbuchstaben ihrer Vornamen Luise und Friederike sowie der Endsilbe des Geburtsortes Königsborn) in den 1880er Jahren Erzählungen in der hochauflagigen Familienzeitschrift „Daheim“. Später erschienen Bücher unter ihrem Namen, darunter Erinnerungen an Johanne Nathusius, welches sich auf ihre Tante Johanne Nathusius bezog, und Johann Gottlob Nathusius. Ein Pionier deutscher Industrie zum Leben ihres Großvaters Johann Gottlob Nathusius, das sich „... mehr an die Männerwelt... “ richtete. Sie veröffentlichte auch Artikel zu ihrer Urgroßmutter Philippine Engelhard.
Nachdem ihr beträchtliches, ererbtes Vermögen in der Hyperinflation Anfang der 1920er Jahre verloren ging, lebte sie bis zu ihrem Lebensende in bescheidenen Verhältnissen. Sie starb in der Pflegeanstalt Merxhausen an einer Lungenentzündung.

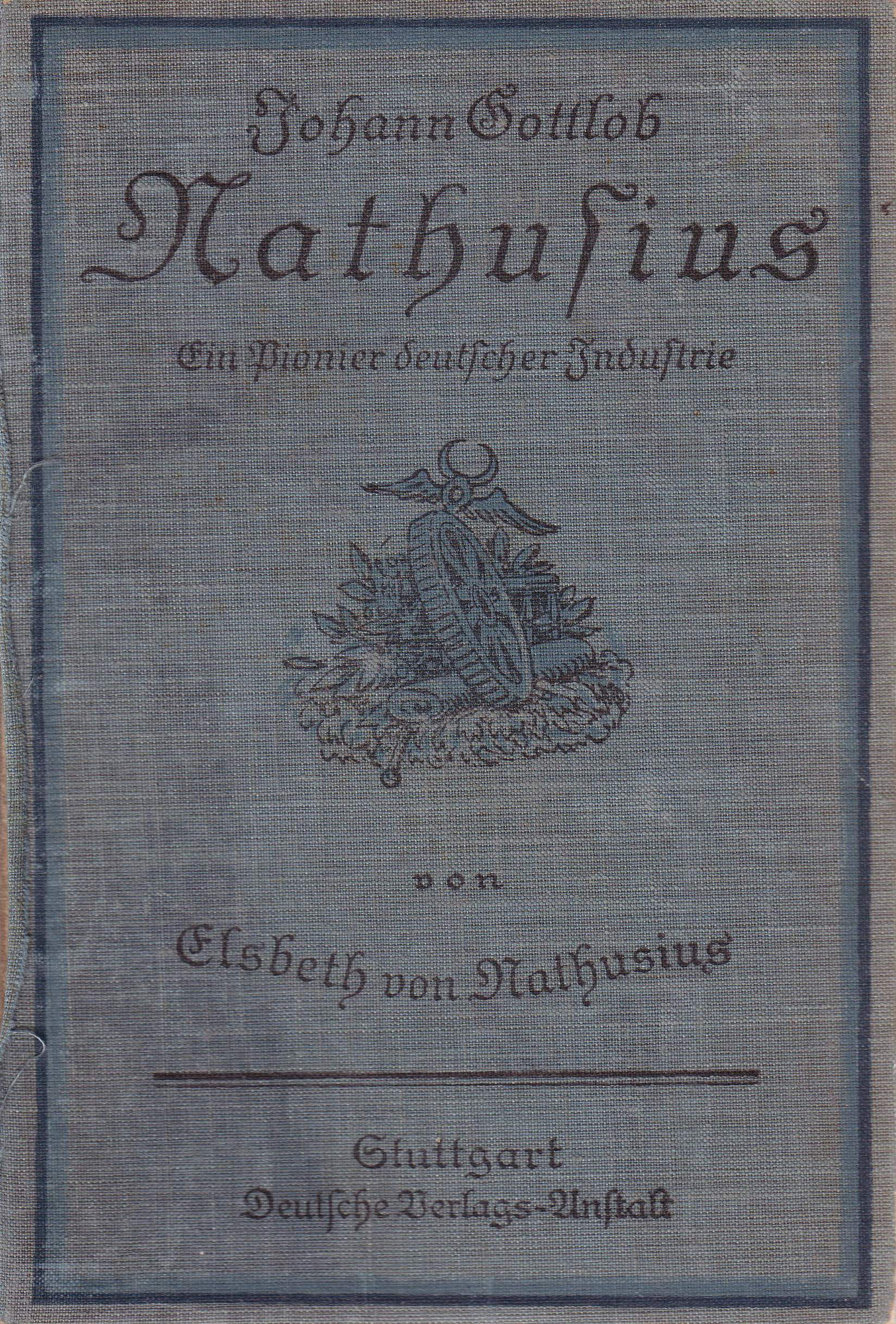
Johann Gottlob Nathusius. Ein Pionier deutscher Industrie

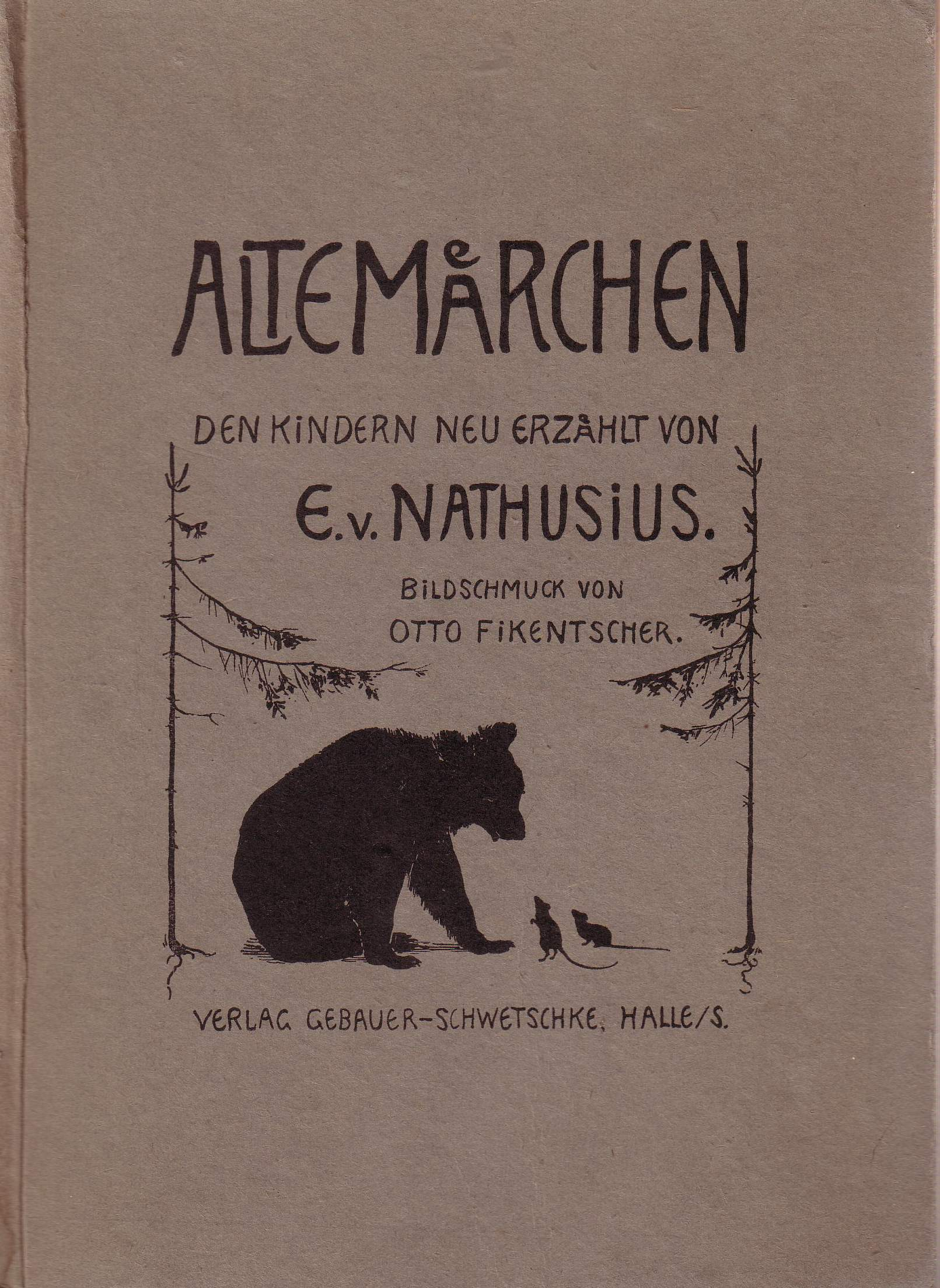
Alte Märchen. Den Kindern neu erzählt

## Werke (Auswahl)
Unter Pseudonym in der Zeitschrift „Daheim“:
- Unser Neffe, 8 Fortsetzungen, 1886
- Dorothee, 3 Fortsetzungen (Hefte 35–37), 1887
- Zum dritten Male, 5 Fortsetzungen (Hefte 27–31), 1888

Unter eigenem Namen:
- Alte Märchen. Den Kindern neu erzählt, mit Bildschmuck von Otto Fikentscher, Gebauer-Schwetschke, Halle/Saale 1903, 1904, 1905, 1906 und 1910
- Erinnerungen an Johanne Nathusius, Gebauer-Schwetschke, Halle/Saale ca. 1905
- Johann Gottlob Nathusius. Ein Pionier deutscher Industrie, Deutsche Verlags-Anstalt, Stuttgart und Berlin ca. 1912
- Philippine Gatterer, in: Hessenland, Nr. 33, 1919
- Philippine Engelhard. Eine deutsche Dichterin aus der guten alten Zeit[6]